# البرهان الترسي
البرهان الترسي برهان في العلم الرياضي.

## تعريف
قالوا في إثبات تناهي الأبعاد أيضا إنّا نقسم جسما على هيئة الدائرة وليكن ترسا بستة أقسام متساوية، بأن يقسّم أولا محيط دائرته إلى ستّ قطع متساوية، ثم يوصل بين النقطة المقابلة بخطوط متقاطعة على مركزه فيقسّم حينئذ على أقسام ستّة متساوية، يحيط بكل قسم منها ضلعان، ثم نخرج الأضلاع كلّها إلى غير النهاية، ثم نردّد في كل قسم فنقول: هو في عرضه إمّا غير متناه فينحصر ما لا يتناهى بين حاصرين، وإمّا متناه فكذا الكلّ متناه أيضا لأنّه ضعف المتناهي الذي هوأحد الأقسام بستّ مرات.